# Eleições europeias de 2019 (Países Baixos)
As eleições parlamentares europeias de 2019 nos Países Baixos vão ser realizadas a 23 de Maio e servirão para eleger os 26 deputados nacionais para o Parlamento Europeu. Após a oficialização do Brexit, os Países Baixos vão ter mais 3 deputados e assim passando a ter 29 deputados no PE.

## Composição Atual

### Partidos Nacionais
| Partido | Partido                                       | Deputados | Grupo                                             |
| ------- | --------------------------------------------- | --------- | ------------------------------------------------- |
|         | Apelo Democrata-Cristão                       | 5 / 26    | Grupo do Partido Popular Europeu                  |
|         | Democratas 66                                 | 4 / 26    | Aliança dos Liberais e Democratas pela Europa     |
|         | Partido para a Liberdade                      | 4 / 26    | Europa das Nações e das Liberdades                |
|         | Partido Popular para a Liberdade e Democracia | 3 / 26    | Aliança dos Liberais e Democratas pela Europa     |
|         | Partido do Trabalho                           | 3 / 26    | Aliança Progressista dos Socialistas e Democratas |
|         | Partido Socialista                            | 2 / 26    | Esquerda Unitária Europeia/Esquerda Nórdica Verde |
|         | Esquerda Verde                                | 2 / 26    | Grupo dos Verdes/Aliança Livre Europeia           |
|         | União Cristã                                  | 1 / 26    | Reformistas e Conservadores Europeus              |
|         | Partido Político Reformado                    | 1 / 26    | Reformistas e Conservadores Europeus              |
|         | Partido pelos Animais                         | 1 / 26    | Esquerda Unitária Europeia/Esquerda Nórdica Verde |

### Grupos Parlamentares
| Grupo | Grupo                                             | Deputados |
| ----- | ------------------------------------------------- | --------- |
|       | Aliança dos Liberais e Democratas pela Europa     | 7 / 26    |
|       | Grupo do Partido Popular Europeu                  | 5 / 26    |
|       | Europa das Nações e das Liberdades                | 4 / 26    |
|       | Aliança Progressista dos Socialistas e Democratas | 3 / 26    |
|       | Esquerda Unitária Europeia/Esquerda Nórdica Verde | 3 / 26    |
|       | Reformistas e Conservadores Europeus              | 2 / 26    |
|       | Grupo dos Verdes/Aliança Livre Europeia           | 2 / 26    |

## Partidos Concorrentes
Os principais partidos concorrentes são os seguintes:
| Partido | Partido                                       | Cabeça de Lista   | Afiliação europeia                                       |
| ------- | --------------------------------------------- | ----------------- | -------------------------------------------------------- |
|         | Apelo Democrata-Cristão                       | Esther de Lange   | Partido Popular Europeu                                  |
|         | Democratas 66                                 | Sophie in ’t Veld | Partido da Aliança dos Liberais e Democratas pela Europa |
|         | Denk                                          | Ayan Tonca        |                                                          |
|         | Esquerda Verde                                | Bas Eickhout      | Partido Verde Europeu                                    |
|         | Fórum pela Democracia                         | Derk Jan Eppink   |                                                          |
|         | Partido do Trabalho                           | Frans Timmermans  | Partido Socialista Europeu                               |
|         | Partido para a Liberdade                      | Marcel de Graaf   | Aliança Europeia dos Povos e das Nações                  |
|         | Partido pelos Animais                         | Anja Hazekamp     | Euro Animal 7                                            |
|         | Partido Popular para a Liberdade e Democracia | Malik Azmani      | Partido da Aliança dos Liberais e Democratas pela Europa |
|         | Partido Socialista                            | Arnout Hoekstra   |                                                          |
|         | União Cristã - Partido Político Reformado     | Peter Van Dalen   | Aliança dos Reformistas e Conservadores Europeus         |
|         | 50PLUS                                        | Toin Manders      |                                                          |

## Resultados Oficiais
| Partido                 | Partido                                       | Votos       | %               | +/-         | Deputados   | +/-         |
| ----------------------- | --------------------------------------------- | ----------- | --------------- | ----------- | ----------- | ----------- |
|                         | Partido do Trabalho                           | 1 045 274   | 19,01 / 100,00  | 9,61        | 6 / 26      | 3           |
|                         | Partido Popular para a Liberdade e Democracia | 805 100     | 14,64 / 100,00  | 2,62        | 4 / 26      | 1           |
|                         | Apelo Democrata-Cristão                       | 669 555     | 12,18 / 100,00  | 3,00        | 4 / 26      | 1           |
|                         | Fórum pela Democracia                         | 602 507     | 10,96 / 100,00  | Novo        | 3 / 26      | Novo        |
|                         | Esquerda Verde                                | 599 283     | 10,90 / 100,00  | 3,92        | 3 / 26      | 1           |
|                         | Democratas 66                                 | 389 692     | 7,09 / 100,00   | 8,39        | 2 / 26      | 2           |
|                         | União Cristã - Partido Político Reformado     | 375 660     | 6,83 / 100,00   | 0,84        | 2 / 26      | Estável     |
|                         | Partido pelos Animais                         | 220 938     | 4,02 / 100,00   | 0,19        | 1 / 26      | Estável     |
|                         | 50PLUS                                        | 215 199     | 3,91 / 100,00   | 0,22        | 1 / 26      | 1           |
|                         | Partido para a Liberdade                      | 194 178     | 3,53 / 100,00   | 9,79        | 0 / 26      | 4           |
|                         | Partido Socialista                            | 185 224     | 3,37 / 100,0    | 6,27        | 0 / 26      | 2           |
|                         | Volt Países Baixos                            | 106 064     | 1,93 / 100,00   | Novo        | 0 / 26      | Novo        |
|                         | Denk                                          | 60 669      | 1,10 / 100,00   | Novo        | 0 / 26      | Novo        |
|                         | Outros (com menos de 1,00%)                   | 28 530      | 0,51 / 100,00   |             | 0 / 26      |             |
| Votos Inválidos         | Votos Inválidos                               | 21 963      | 0,40 / 100,00   | 0,20        |             |             |
| Total                   | Total                                         | 5 519 776   | 100,00 / 100,00 |             | 26 / 26     |             |
| Eleitorado/Participação | Eleitorado/Participação                       | 13 164 688  | 41,93 / 100,00  | 4,61        |             |             |
| Fonte                   | Fonte                                         | [ 3 ] [ 4 ] | [ 3 ] [ 4 ]     | [ 3 ] [ 4 ] | [ 3 ] [ 4 ] | [ 3 ] [ 4 ] |

#### Deputados Antes/Depois do Brexit
| Partido | Partido                                       | Antes   | Depois  | +/-     |
| ------- | --------------------------------------------- | ------- | ------- | ------- |
|         | Partido do Trabalho                           | 6 / 26  | 6 / 29  | Estável |
|         | Partido Popular para a Liberdade e Democracia | 4 / 26  | 5 / 29  | 1       |
|         | Apelo Democrata-Cristão                       | 4 / 26  | 4 / 29  | Estável |
|         | Fórum pela Democracia                         | 3 / 26  | 4 / 29  | 1       |
|         | Esquerda Verde                                | 3 / 26  | 3 / 29  | Estável |
|         | Democratas 66                                 | 2 / 26  | 2 / 29  | Estável |
|         | União Cristã                                  | 1 / 26  | 1 / 29  | Estável |
|         | Partido Político Reformado                    | 1 / 26  | 1 / 29  | Estável |
|         | Partido pelos Animais                         | 1 / 26  | 1 / 29  | Estável |
|         | 50PLUS                                        | 1 / 26  | 1 / 29  | Estável |
|         | Partido para a Liberdade                      | 0 / 26  | 1 / 29  | 1       |
| Total   | Total                                         | 26 / 26 | 29 / 29 | 3       |

## Composição 2019-2024

### Partidos Nacionais
| Partido | Partido                                       | Deputados | Grupo                                             |
| ------- | --------------------------------------------- | --------- | ------------------------------------------------- |
|         | Partido do Trabalho                           | 6 / 26    | Aliança Progressista dos Socialistas e Democratas |
|         | Partido Popular para a Liberdade e Democracia | 4 / 26    | Renovar Europa                                    |
|         | Apelo Democrata-Cristão                       | 4 / 26    | Grupo do Partido Popular Europeu                  |
|         | Fórum pela Democracia                         | 3 / 26    | Reformistas e Conservadores Europeus              |
|         | Esquerda Verde                                | 3 / 26    | Grupo dos Verdes/Aliança Livre Europeia           |
|         | Democratas 66                                 | 2 / 26    | Renovar Europa                                    |
|         | União Cristã                                  | 1 / 26    | Grupo do Partido Popular Europeu                  |
|         | Partido Político Reformado                    | 1 / 26    | Reformistas e Conservadores Europeus              |
|         | Partido pelos Animais                         | 1 / 26    | Esquerda Unitária Europeia/Esquerda Nórdica Verde |
|         | 50PLUS                                        | 1 / 26    | Grupo do Partido Popular Europeu                  |

### Grupos Parlamentares
| Partido | Partido                                           | Deputados |
| ------- | ------------------------------------------------- | --------- |
|         | Aliança Progressista dos Socialistas e Democratas | 6 / 26    |
|         | Renovar Europa                                    | 6 / 26    |
|         | Grupo do Partido Popular Europeu                  | 6 / 26    |
|         | Reformistas e Conservadores Europeus              | 4 / 26    |
|         | Grupo dos Verdes/Aliança Livre Europeia           | 3 / 26    |
|         | Esquerda Unitária Europeia/Esquerda Nórdica Verde | 1 / 26    |